# Erythropodium astraeoides
Erythropodium astraeoides is een zachte koraalsoort uit de familie Anthothelidae. De koraalsoort komt uit het geslacht Erythropodium. Erythropodium astraeoides werd voor het eerst wetenschappelijk beschreven door Studer. 